# Petr Holeček
Petr Holeček (* 21. května 1957 Kladno) je český politik a pedagog, v letech 2018 až 2022 předseda senátorského klubu Starostové a nezávislí, v letech 2016 až 2022 senátor za obvod č. 28 – Mělník, v letech 2012 až 2013 poslanec Poslanecké sněmovny PČR, v letech 2008 až 2016 zastupitel Středočeského kraje, v letech 2006 až 2018 starosta města Kralupy nad Vltavou (od roku 2022 místostarosta města), člen hnutí STAN.

## Osobní život
Narodil se roku 1957 v Kladně. Po ukončení kralupského Dvořákova gymnázia v roce 1976 pokračoval studiem Pedagogické fakulty Univerzity Jana Evangelisty Purkyně v Ústí nad Labem. Následně vyučoval na základní škole Komenského v Kralupech nad Vltavou.

## Politické působení
Od první poloviny 90. let byl opakovaně místostarostou a v roce 2006 se stal starostou Kralup nad Vltavou. O dva roky později zasedl v zastupitelstvu Středočeského kraje. Ve volbách v roce 2016 post krajského zastupitele z pozice nestraníka za STAN obhájil. V listopadu téhož roku však na mandát rezignoval.
V květnových parlamentních volbách 2010 kandidoval jako bezpartijní ve Středočeském kraji z šestého místa kandidátky TOP 09. Jako první náhradník pak 20. října 2012 nahradil poslance Luďka Jeništu, kterému zanikl poslanecký mandát zvolením do horní komory Parlamentu. Dne 24. října téhož roku složil poslanecký slib a stal se členem poslaneckého klubu TOP 09 a Starostové.
Ve volbách do Senátu PČR v roce 2016 kandidoval jako nestraník za hnutí STAN v obvodu č. 28 – Mělník. Se ziskem 23,26 % hlasů postoupil z prvního místa do druhého kola, v němž porazil poměrem hlasů 63,64 % : 36,35 % občanskou demokratku Veroniku Vrecionovou při volební účasti 14,34 %. Stal se tak senátorem.
V komunálních volbách v roce 2018 obhájil jako člen hnutí STAN post zastupitele města Kralupy nad Vltavou. Kvůli svému angažmá v Senátu PČR se rozhodl ve funkci starosty města nepokračovat a dne 31. října 2018 jej vystřídal Marek Czechmann. V listopadu 2018 se stal novým předsedou senátorského klubu Starostové a nezávislí, ve funkci nahradil Jana Horníka.
Ve volbách do Senátu PČR v roce 2022 obhajoval svůj mandát jako nestraník za STAN v obvodu č. 28 – Mělník. Skončil na 3. místě, nepostoupil do 2. kola voleb a mandát tak neobhájil. Na postu předsedy Senátorského klubu Starostové a nezávislí jej na začátku října 2022 vystřídal Jan Sobotka.
V komunálních volbách v roce 2022 kandidoval do zastupitelstva Kralup nad Vltavou ze 7. místa kandidátky hnutí STAN. Vlivem preferenčních hlasů byl zvolen a stal se následně místostarostou města.